# Konstanty Malejczyk
Konstanty Malejczyk (ur. 13 lutego 1943 w Mlęcinie) – generał brygady Wojska Polskiego, szef Wojskowych Służb Informacyjnych.
Od 28 września 1964 zawodowo służył w LWP. Od 1970 był oficerem wywiadu wojskowego PRL. Od 15 listopada 1971 był pomocnikiem szefa Oddziału „R” Zarządu II Sztabu Generalnego. W latach 1975–1978 rzeczoznawca ds. wojskowych Attachatu Wojskowego przy Ambasadzie PRL w Wiedniu. Od 1978 w Oddziale I, a od 1983 w Oddziale „Y” Zarządu II SG. W okresie 1985–1988 był attaché wojskowym, morskim i lotniczym przy Ambasadzie PRL w Hadze. Od 1988 do 1 lipca 1990 ponownie w Oddziale „Y”.
Zaoczny absolwent Wojskowej Akademii Politycznej.
W latach 1994–1996 był szefem Wojskowych Służb Informacyjnych.
Brał udział w tzw. obiedzie drawskim. Jego rolę w tamtych wydarzeniach opisał tygodnik „Przegląd”: „Wilecki z Malejczykiem należeli do najważniejszych kucharzy przygotowujących słynny «obiad drawski». Byli w tę aferę zanurzeni po epolety. Byli najbliższymi stronnikami Wałęsy prącego do pełni władzy w Polsce. Jeden z najważniejszych celów na tej drodze stanowiło wyjęcie spod władzy i kontroli ministra obrony narodowej – wówczas Piotra Kołodziejczyka – Wojskowych Służb Informacyjnych i podporządkowanie ich szefowi Sztabu Generalnego”. Z ustaleń tygodnika wynika również, że Konstanty Malejczyk był jednym z nieoficjalnych doradców Andrzeja Leppera.
Był członkiem rady nadzorczej przedsiębiorstwa Pol-Aqua budującego trzecią nitkę rurociągu Przyjaźń, transportującego rosyjską ropę naftową do rafinerii w Polsce i Niemczech.
W czerwcu 2005 został przesłuchany w procesie lustracyjnym Józefa Oleksego.
W 2006 Wojskowa Prokuratura Okręgowa w Warszawie postawiła Malejczykowi zarzuty w sprawie udziału WSI w nielegalnym handlu bronią.
Jest wielokrotnie wymieniany w tzw. Raporcie Macierewicza, w kontekście działania na szkodę państwa oraz osobistego prowadzenia agentury w mediach.